# Henry Philemon Attwater

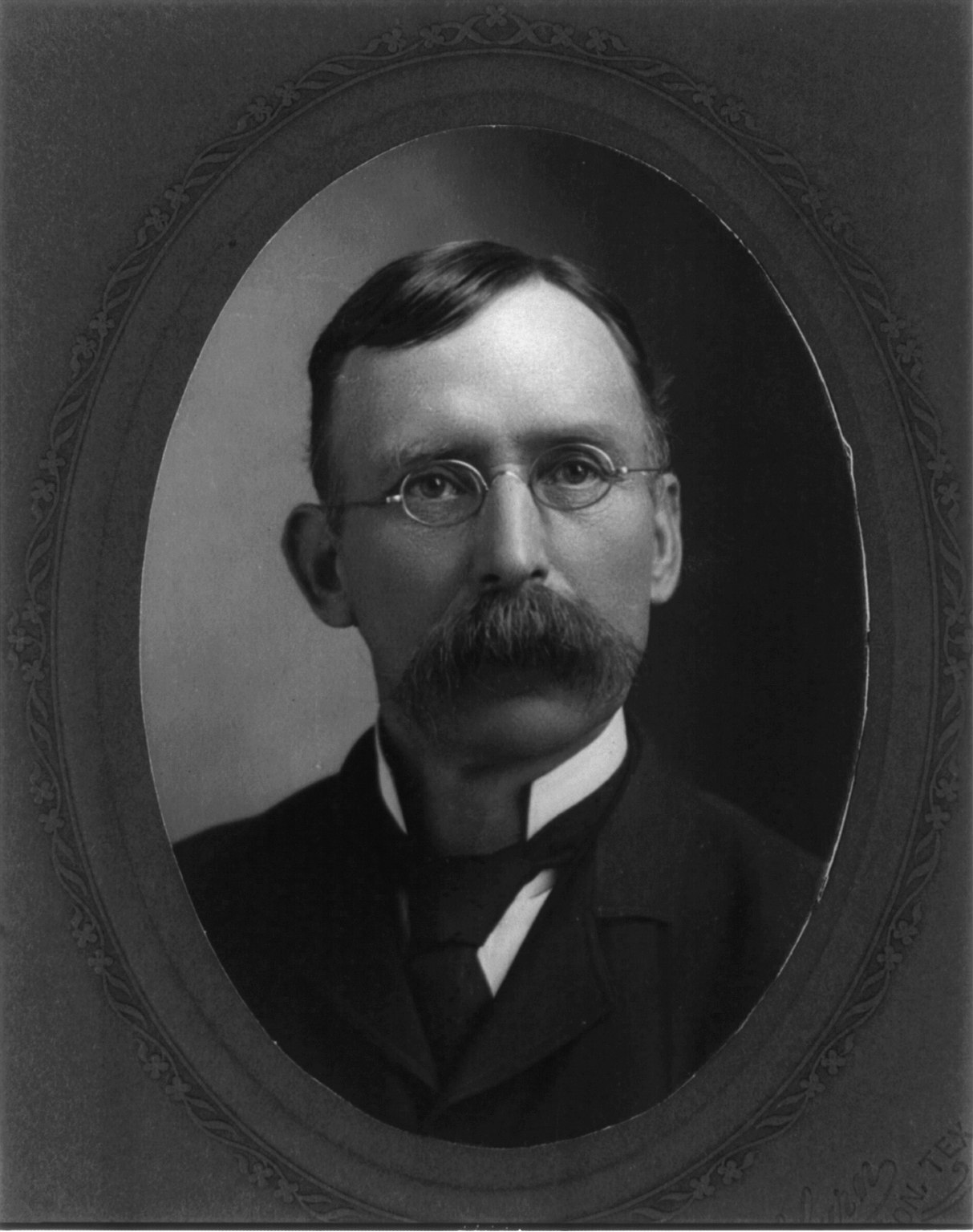
Henry Philemon Attwater (1900)

Henry Philemon Attwater (geboren am 28. April 1854 in Brighton; gestorben am 25. September 1931 in Houston) war ein amerikanischer Naturforscher und Präparator mit britisch-kanadischer Herkunft.

## Leben und Werk
Henry Philemon Attwater wurde 1854 in Brighton in England geboren und emigrierte 1873 nach Ontario in Kanada, wo er als Farmer und Bienenhalter lebte. Er begann, sich für Naturkunde zu interessieren und organisierte 1883 gemeinsam mit John A. Morden naturkundliche Ausstellungen, bei denen sie präparierte Tiere aufstellten. 1884 organisierte er gemeinsam mit Morden eine Sammlungsreise in den Bexar County, Texas. Er wurde 1884/85 gemeinsam mit Toudouze angestellt, um eine naturkundliche Ausstellung für Texas bei der New Orlean's World Fair 1885 zu organisieren und vorzubereiten.
Attwater publizierte wissenschaftliche Artikel im Bereich der Ornithologie und der Mammalogie und organisierte und sammelte unter anderem Tiere für die Sammlungen der Smithsonian Institution. Im Jahr 1900 und nochmals 1905 wurde er zum Direktor der National Audubon Society gewählt und durch seinen Einfluss fand die Texas Audubon Society um 1910 Anschluss an den Texas Farmers’ Congress, die Texas Cotton Growers’ Association und die Texas Corn Growers’ Association, um dort ihre Ziele im Naturschutz geltend zu machen. Er setzte sich unter anderem für den Schutz der Carolinataube (Zenaida macroura) ein, deren Bestände zu Beginn des 20. Jahrhunderts stark zurückgingen, und berichtete über Massensterben von Grasmücken (Sylvia).

## Ehrungen
Zu Ehren von Henry Philemon Attwater wurden einige Arten benannt. Der Naturforscher Clinton Hart Merriam benannte 1895 die Attwater-Taschenratte (Geomys attwateri) nach ihm und im gleichen Jahr widmete ihm Joel Asaph Allen die Erstbeschreibung der Texas-Maus (Peromyscus attwateri). Unter den Vögeln wurde 1893 das Attwateri-Präriehuhn (Tympanuchus cupido attwateri) durch Charles Bendire nach ihm benannt.

## Belege
1. 1 2 3  „Attwater“ In: Bo Beolens, Michael Grayson, Michael Watkins: The Eponym Dictionary of Mammals. Johns Hopkins University Press, 2009; S. 19–20; ISBN 978-0-8018-9304-9.
2. ↑  „Attwater“ In: Bo Beolens, Michael Watkins, Michael Grayson: The Eponym Dictionary of Birds. Bloomsbury Publishing, 2014; o. S.

| Personendaten    | Personendaten                         |
| ---------------- | ------------------------------------- |
| NAME             | Attwater, Henry Philemon              |
| KURZBESCHREIBUNG | amerikanischer Offizier und Entdecker |
| GEBURTSDATUM     | 28. April 1854                        |
| GEBURTSORT       | Brighton, England                     |
| STERBEDATUM      | 25. September 1931                    |
| STERBEORT        | Houston                               |